# Одеса у вогні
«Оде́са в огні́» (рум. Odessa în flăcări, італ. Odessa in fiamme — спільний італо-румунський художній фільм 1942 року, знятий режисером Карміне Галлоне. Присвячений подіям облоги Одеси 1941 року, в ході яких румунські війська за підтримки 11-ї армії вермахту воювали з Червоною армією.
1944 року, коли червоноармійські війська увійшли до Румунського королівства, фільм, нарівні з багатьма іншими, заборонили. Деякі з акторів зазнали гонінь; інші, як Георге Тіміке та Сільвія Думітреску, зробили подальшу кар'єру в соціалістичній Румунії і не згадували про свою співпрацю з колишнім режимом. Понад 50 років фільм вважали втраченим, однак у грудні 2006 року його виявили в архіві Cinecittà в Римі.
Фільм озвучено італійською мовою з румунськими субтитрами. Він розповідає про драму біженців з Бессарабії, приєднаної Радянським Союзом 1940 року, і вихваляє румунські війська, які прийшли на радянську територію 1941-го, щоб приєднати до Королівства Румунія населені молдаванами території.
Фільм здобув премію Бієнале на Венеціанському кінофестивалі 1942 року. У фільмі використані документальні кадри часів війни, зокрема з біженцями.

## Сюжет
Марія Чеботар грає роль оперної співачки Марії Теодореску, родом із Бессарабії. Розлючена невірністю свого чоловіка, капітана румунської армії, вона разом із 8-річним сином їде до Кишинева, який того ж 1940 року займають червоноармійські війська, тоді як її чоловік залишився в Королівстві Румунія. Хлопчика, вивезеного під Одесу в дитячий табір, виховують у радянському дусі, позбавляючи спілкування з матір'ю. Вона, щоб мати змогу бачитися з сином, мусила піддатися шантажу влади та виступати в радянських театрах і кафе. Під час виступів вона роздає свої фото з автографами. Одна з цих фотографій випадково потрапляє в руки її чоловіка. Наприкінці фільму, після низки трагічних подій, сім'я возз'єднується. В останніх кадрах румунські війська урочисто входять до Одеси.

## В ролях
- Марія Чеботар — Марія Теодореску
- Мірча Аксенте — П'єтро
- Джордже Тіміке — Джованні Алексіс
- Сільвія Думітреску-Тіміке — Анна
- Карло Нінкі — капітан Серджіо Теодореску
- Філіппо Скельцо — Мішель Смирнов
- Ольга Сольбеллі — Люба
- Рубі д'Альма — Флоріка
- Кекко Ріссоне — Грусченко